# Stor-Sämsjön
Stor-Sämsjön är en sjö i Vilhelmina kommun i Lappland och ingår i Ångermanälvens huvudavrinningsområde. Sjön har en area på 1,18 kvadratkilometer och ligger 346 meter över havet. Sjön avvattnas av vattendraget Torvsjöån.

## Delavrinningsområde
Stor-Sämsjön ingår i det delavrinningsområde (715144-155758) som SMHI kallar för Utloppet av Stor-Sämsjön. Medelhöjden är 358 meter över havet och ytan är 5 kvadratkilometer. Räknas de 3 avrinningsområdena uppströms in blir den ackumulerade arean 62,75 kvadratkilometer. Torvsjöån som avvattnar avrinningsområdet har biflödesordning 2, vilket innebär att vattnet flödar genom totalt 2 vattendrag innan det når havet efter 245 kilometer. Avrinningsområdet består mestadels av skog (59 procent) och sankmarker (17 procent). Avrinningsområdet har 1,18 kvadratkilometer vattenytor vilket ger det en sjöprocent på 23,5 procent.